# 인덕로 (순천 광양)
인덕로(Indeok-ro)는 전라남도 순천시 해룡면에서 광양시 광양읍 지곡교 남단을 잇는 도로이다. 

## 연혁
- 2009년 7월 3일 : 2개 이상 시·군에 걸쳐 있는 광역도로로 인덕로를 고시[1]

## 주요 경유지
전라남도
- 순천시 (해룡면) - 광양시 (광양읍)

## 노선
| 이름                     | 접속 노선          | 소재지 | 소재지                                     | 비고                       |
| ------------------------ | ------------------ | ------ | ------------------------------------------ | -------------------------- |
| 해룡육교                 | 여순로             | 순천시 | 해룡면                                     |                            |
| 산단 교차로              | 무평로 율촌산단1로 | 순천시 | 해룡면                                     |                            |
| 신성1교                  |                    | 순천시 | 해룡면                                     |                            |
| 신성2교                  |                    | 순천시 | 해룡면                                     |                            |
|                          | 광양시             | 광양읍 |                                            |                            |
| 세승 교차로 (세풍고가교) | 광양시             | 광양읍 | 지방도 제863호선 (해광로)                  | 지방도 제863호선 구간      |
| 물봉굴재                 | 광양시             | 광양읍 |                                            | 지방도 제863호선 구간      |
| 도월교                   | 광양시             | 광양읍 |                                            | 지방도 제863호선 구간      |
| (이름 없음)              | 광양시             | 광양읍 | 국가지원지방도 제58호선 (덕용로)           | 지방도 제863호선 구간      |
| 덕례사거리               | 광양시             | 광양읍 | 순광로                                     | 지방도 제863호선 구간      |
| 회암삼거리               | 광양시             | 광양읍 | 대림오성로                                 | 지방도 제863호선 구간      |
| 서산교                   | 광양시             | 광양읍 |                                            | 지방도 제863호선 구간      |
| 서산교사거리             | 광양시             | 광양읍 | 서천변로                                   | 지방도 제863호선 구간      |
| 구원협앞삼거리           | 광양시             | 광양읍 | 성북길 인서중앙길                          | 지방도 제863호선 구간      |
| 여고앞사거리             | 광양시             | 광양읍 | 지방도 제840호선 지방도 제865호선 (매천로) | 지방도 제863, 865호선 구간 |
| (이름 없음)              | 광양시             | 광양읍 | 칠성로                                     | 지방도 제863, 865호선 구간 |
| (이름 없음)              | 광양시             | 광양읍 | 유당로                                     | 지방도 제863, 865호선 구간 |
| 성불로와 직결            |                    |        |                                            |                            |

## 주요 건물 및 시설
- SK에너지 세풍주유소 (인덕로 710/세풍리 331-7)
- HD현대오일뱅크 인덕주유소 (인덕로 755/덕례리 85)
- GS칼텍스 정직한주유소 (인덕로 777/덕례리 63)
- 현대자동차 광양지점 (인덕로 957/칠성리 963-20)
- 새마을금고 광양 새마을금고 광양읍 지점 (인덕로 977/칠성리 955-7)
- KT대세통신 광양점 (인덕로 979/칠성리 955-6)
- LG유플러스 광양읍 광양병원점 (인덕로 989/칠성리 955-2)
- KG모빌리티 서광양 전시장 (인덕로 986/칠성리 515-1)
- LG 베스트샵 광양점 (인덕로 998/칠성리 520)
- 쉐보레 광양바로서비스 (인덕로 1001/칠성리 947-8)
- 세븐일레븐 광양읍내점 (인덕로 1002/칠성리 524-18)
- SK텔레콤 나은대리점 본점 (인덕로 1021/칠성리 931-9)
- HD현대오일뱅크 직영 현대주유소 (인덕로 1028/칠성리 422-7)
- 농협 광양농협 (인덕로 1097/칠성리 991-9)
- 농협 광양만권 경제자유구역청 출장소 (인덕로 1100/칠성리 70)
- 광양시보건소 (인덕로 1100/칠성리 70)
- 광양만권 경제자유구역청 (인덕로 1100/칠성리 70)